# رقية بنت علي
رقية الكبرى بنت علي بن أبي طالب، هي بنت علي بن أبي طالب، أول أئمة أهل البيت عند الشيعة، ورابع الخلفاء الراشدين عند أهل السنة والجماعة، أمها الصهباء التغلبية، وهي شقيقة عمر الأكبر، تزوجها مسلم بن عقيل بن أبي طالب، وبعد وفاتها تزوج أختها رقية الصغرى.

## النسب
هي رقية الكبرى بنت علي بن أبي طالب، بنت علي بن أبي طالب، أول أئمة أهل البيت عند الشيعة، ورابع الخلفاء الراشدين عند أهل السنة والجماعة، أمها الصهباء التغلبية، وهي شقيقة عمر الأكبر الملقب بالأطرف.

## سيرتها
ولدت السيدة رقية في المدينة المنورة عام 13 هـ ونشأت، وفي عام 33 هـ بلغت نحو العشرين عاماً فخطبها مسلم بن عقيل من أبيها فتزوجها، وقد أنجبت له عبد الله الأكبر، وعلي، واستشهد عبد الله الأكبر في واقعة الطف، وفي عام 36 هـ هاجرت رقية مع زوجها وأولادهما إلى الكوفة، ومن ثم رجعو للمدينة المنورة عام 40 هـ، وقد توفيت عام 45 هـ في المدينة المنورة، ودفنت في مقبرة البقيع، وبعد وفاتها تزوج مسلم بن عقيل أختها رقية الصغرى.